# CD81
CD81 (англ. CD81 molecule) – білок, який кодується однойменним геном, розташованим у людей на короткому плечі 11-ї хромосоми. Довжина поліпептидного ланцюга білка становить 236 амінокислот, а молекулярна маса — 25 809.
| 10         |  | 20         |  | 30         |  | 40         |  | 50         |
| ---------- |  | ---------- |  | ---------- |  | ---------- |  | ---------- |
| MGVEGCTKCI |  | KYLLFVFNFV |  | FWLAGGVILG |  | VALWLRHDPQ |  | TTNLLYLELG |
| DKPAPNTFYV |  | GIYILIAVGA |  | VMMFVGFLGC |  | YGAIQESQCL |  | LGTFFTCLVI |
| LFACEVAAGI |  | WGFVNKDQIA |  | KDVKQFYDQA |  | LQQAVVDDDA |  | NNAKAVVKTF |
| HETLDCCGSS |  | TLTALTTSVL |  | KNNLCPSGSN |  | IISNLFKEDC |  | HQKIDDLFSG |
| KLYLIGIAAI |  | VVAVIMIFEM |  | ILSMVLCCGI |  | RNSSVY     |  |            |

A: Аланін

C: Цистеїн

D: Аспарагінова кислота

E: Глутамінова кислота

F: Фенілаланін

G: Гліцин

H: Гістидин

I: Ізолейцин

K: Лізин

L: Лейцин

M: Метіонін

N: Аспарагін

P: Пролін

Q: Глутамін

R: Аргінін

S: Серин

T: Треонін

V: Валін

W: Триптофан

Кодований геном білок за функціями належить до рецепторів клітини-хазяїна для входу вірусу, рецепторів. 
Задіяний у такому біологічному процесі, як взаємодія хазяїн-вірус. 
Локалізований у клітинній мембрані, мембрані.